# Scheie
Scheie è una frazione (Ortsteil) del comune di Bückeburg, nel land della Bassa Sassonia, in Germania.

## Storia
Già comune autonomo nel circondario di Schaumburg-Lippe, fu soppresso e incorporato a Bückeburg il 1º marzo 1974.